# Олимпия (Сан-Паулу)
Олимпия (порт. Olímpia)  —  муниципалитет в Бразилии, входит в штат Сан-Паулу. Составная часть мезорегиона Сан-Жозе-ду-Риу-Прету. Входит в экономико-статистический  микрорегион Сан-Жозе-ду-Риу-Прету. Население составляет 48 309 человек на 2006 год. Занимает площадь 803,509 км². Плотность населения — 60,1 чел./км².

## История
Город основан 2 марта 1903 года.

## Статистика
- Валовой внутренний продукт на 2003 составляет 628.482.288,00 реалов (данные: Бразильский институт географии и статистики).
- Валовой внутренний продукт на душу населения на 2003 составляет 13.299,52 реалов (данные: Бразильский институт географии и статистики).
- Индекс развития человеческого потенциала на 2000 составляет 0,815 (данные: Программа развития ООН).